# Beeravalli, Krishnarajpet
Beeravalli là một làng thuộc tehsil Krishnarajpet, huyện Mandya, bang Karnataka, Ấn Độ.